# FN F2000
FN F2000 — бельгійський автомат, розроблений фірмою Fabrique Nationale de Herstal. Автомат FN F2000 вперше був представлений в 2001 році. Ця зброя призначена для виконання бойових завдань у сучасних локальних військових конфліктах. Розроблений наприкінці 90-х років, серійно виробляється з 2001—2002 років.

## Система
Автоматика F2000 діє за рахунок відведення порохових газів, замикання ствола здійснюється поворотом затвора. Компонування — буллпап. Завдяки запатентованій схемі фронтальної екстракції стріляних гільз (гільзи випадають назовні, практично, з дульного зрізу) вирішується основна проблема зброї подібної компоновки — неможливість використання зброї стрільцем-лівшею через попадання стріляних гільз в обличчя. При цьому зброя може використовуватися як лівшами, так і правшами, на відміну від Steyr AUG або FAMAS. Розташування двостороннього запобіжника/перемикача режимів вогню, під спусковою скобою також забезпечує «двобічність» системи.
Як матеріали для корпусу застосовуються полімери. Цівка легко знімається, на її місце можуть встановлюватися різні додаткові модулі: лазерний цілевказівник, ліхтар, 40-мм гранатомет, «нелетальний» модуль М303, призначений для стрільби капсулами, що містять фарбу або сльозогінний газ. У перспективі, на вимогу замовника, можлива установка інших модулів.
Стандартний приціл — оптичний, кратності 1.6×, з широким полем зору. Він може бути швидко замінений на будь-який інший приціл, що має відповідні кріплення, наприклад, спеціальний комп'ютеризований модуль керування вогнем. Цей модуль включає в себе лазерний далекомір і балістичний обчислювач, що виставляє прицільну марку прицілу як для стрільби з самого автомата, так і з підствольного гранатомета (якщо він встановлений), ґрунтуючись на даних про дальність до цілі. З таким модулем, F2000 можна розглядати як більш дешевий аналог американської системи OICW.

## Варіанти
- F2000 Tactical — аналогічний стандартної моделі, проте позбавлений оптичного прицілу, замість якого встановлена додаткова напрямна типу Планка Пікатінні, а також відкриті прицільні пристосування.
- FS2000 —  цивільна самозарядна модифікація, представлена в червні 2006 року. Оснащена подовженим стволом з полум'ягасником і кроком нарізів 1:7. Кріплення для багнета відсутні. Також, як і версія Tactical, оснащується планкою Пікатінні і відкритим прицілом замість оптичного.
  - FS2000 Standard — відрізняється від FS2000 наявністю оптичного прицілу.

## Оператори
- Бельгія: використовується підрозділами спеціального призначення Бельгійської армії.[7]
- Чилі: підрозділи спеціального призначення чилійської армії.[8]
- Хорватія: Хорватська армія випробовувала F2000 в 2006 році. У цей час даний автомат перебуває на озброєнні тільки батальйону спеціальних операцій (приблизно 100 примірників).[9]
- Індія: використовується «Спеціальним загоном захисту» (англ. Special Protection Group).[10]
- Лівія: придбала деяку кількість автоматів у FN Herstal разом з різними системами летального і нелетальної дії в 2008 році, постачання було заплановано на квітень 2009 року, проте була заморожена через побоювання щодо поширення зброї в «нестабільні» країни.[11][12]
- Пакистан: спеціальні підрозділи.[8]
- Перу: спеціальні підрозділи.[8]
- Польща: в обмеженому використанні підрозділом GROM.[13]
- Саудівська Аравія: з 2005 року 55 000 автоматів використовується національною гвардією.[14][15]
- Словенія: У червні 2006 року міністерство оборони Словенії підписало контракт на постачання 6 500 автоматів F2000 з підствольним гранатометом GL1 як нової стандартної піхотної зброї словенської армії,[16][17] переозброєння було завершено наприкінці 2007 року. Варіант автомата для Словенії був створений на основі F2000 Tactical і отримав позначення F2000 S. До 2012 року Збройні сили Словенії планують забезпечити автоматами F2000 S також і підрозділи резерва (у підсумку замовлення складе 14 000 автоматів).[18]
- Україна — в другій половині травня 2022 року в інтернеті були поширені фотографії українських військових озброєних автоматами F2000 у базовій комплектації, проте публічної інформації про придбання, передачу чи отримання даних зразків стрілецької зброї відомо не було[19]. Відомо, що FN F2000 та FN SCAR надійшли на озброєння, зокрема, сформованого в травні 2022 року підрозділу «АЗОВ-Харків»[20].

## Автомат у культурі
- У комп'ютерній грі Call of Duty Modern Warfare 2.
- В серії ігор S.T.A.L.K.E.R. під назвою «ФТ-200М».
- У комп'ютерній грі Hitman: Blood Money.
- У серії комп'ютерних ігор Splinter Cell.
- В онлайн-шутері Point Blank.
- У серії комп'ютерних ігор Battlefield.

## Галерея

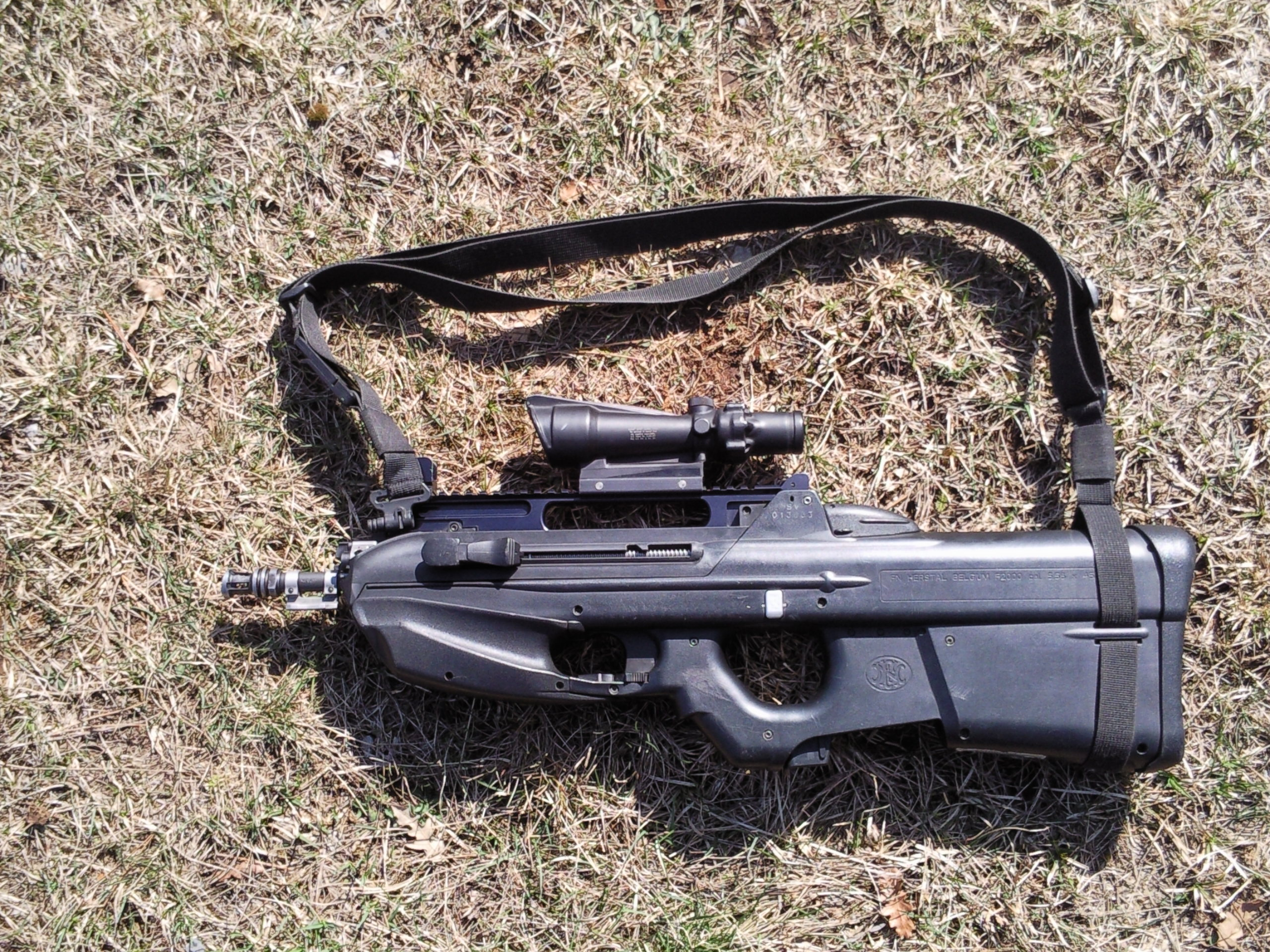
F2000 Tactical з ACOG
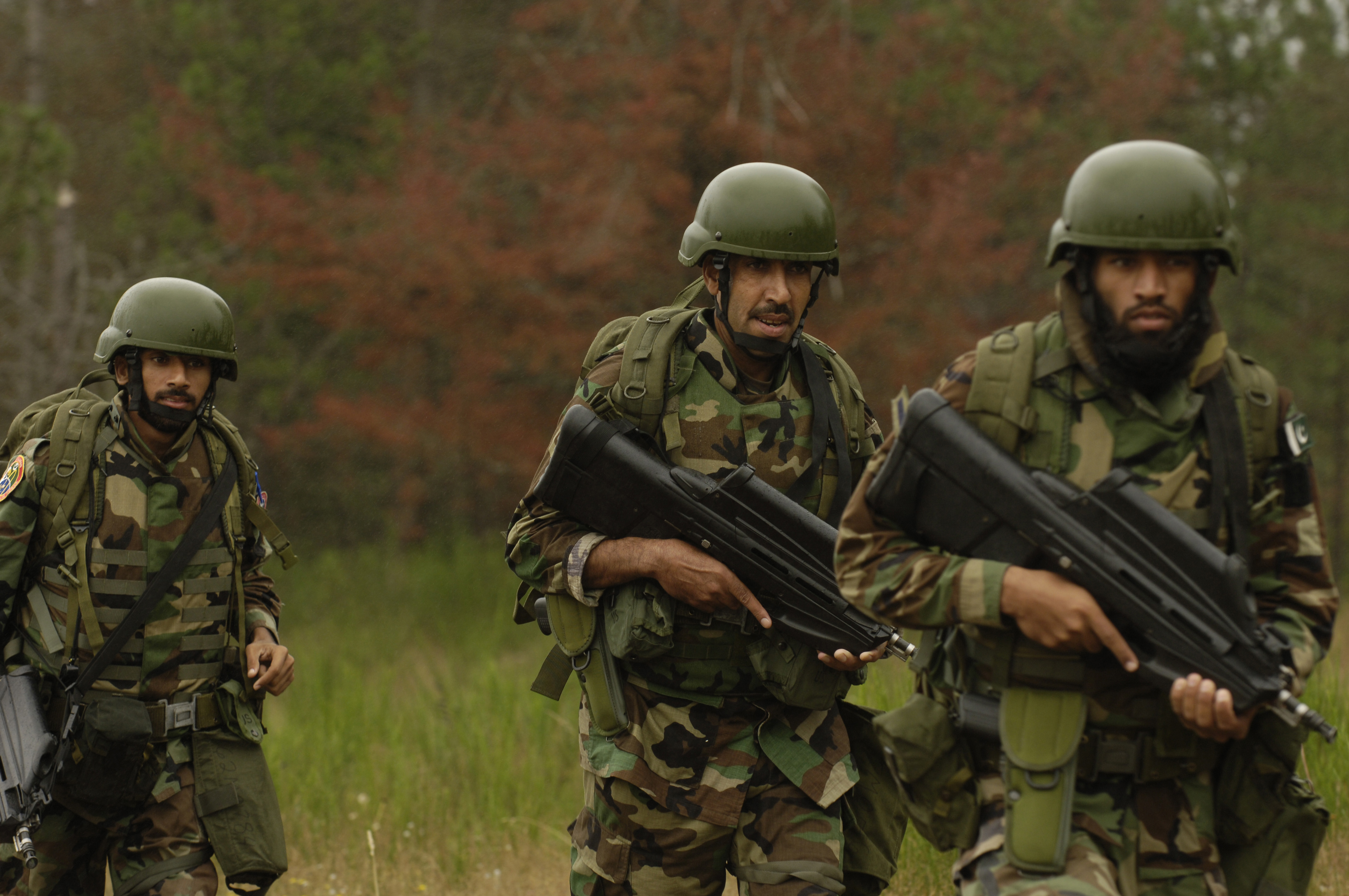
Солдати ВПС Пакистану з F2000
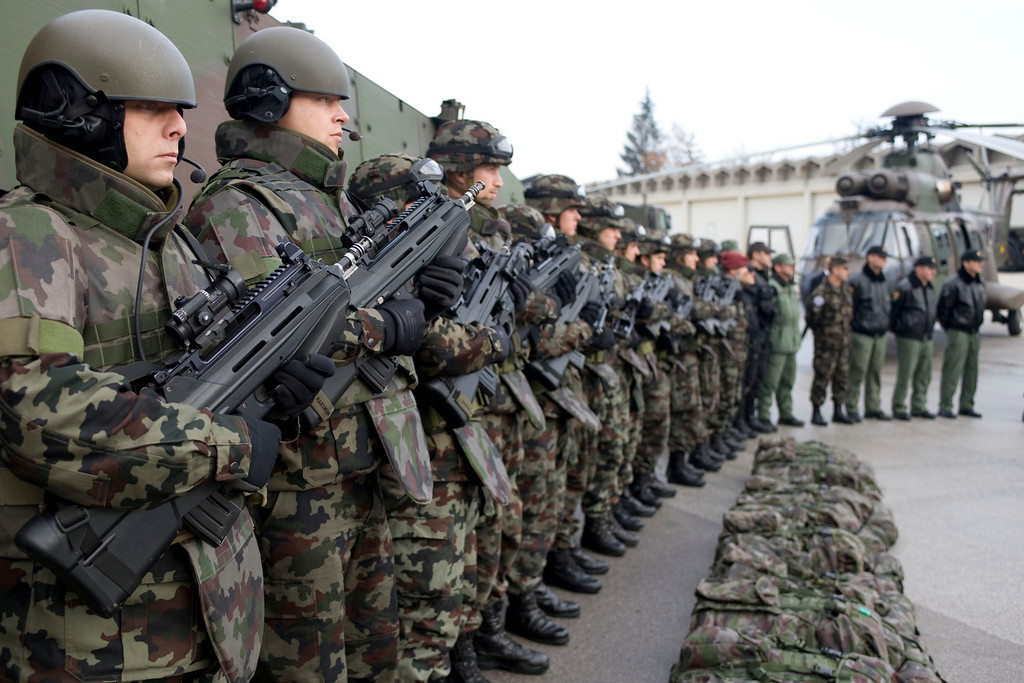
Збройні сили Словенії з F2000
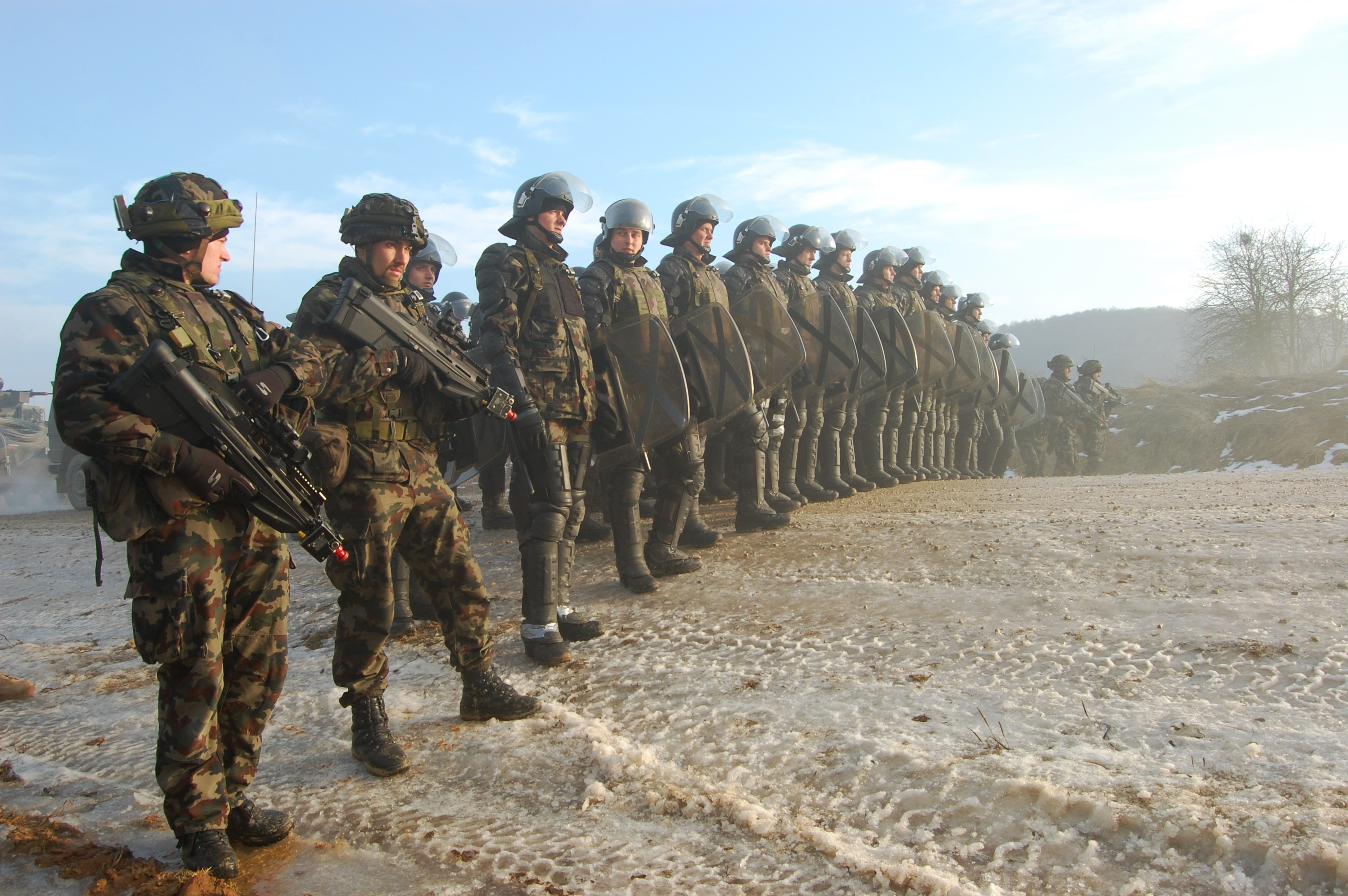
Солдати Словенії з F2000